# Яскравий гігант
Яскраві гіганти - зорі класу світності II за Йєркською класифікацією світності. Це зорі проміжної світності між гігантами та надгігантами, до цього класу включають зорі-гіганти з надзвичайною світністю, але які недостатньо яскраві чи масивні, щоб бути віднесеними до надгігантів.
Відомі зорі, які класифіковані як яскраві гіганти:
- Адара, ε Великого Пса: біло-блакитний (клас B) яскравий гігант
- Тета Скорпіона (Саргас): білий (клас F) яскравий гігант
- Бета Козорога (Дабіх): біло-жовтуватий (клас G) яскравий гігант
- Альфард, α сузір'я Гідри: помаранчевий (клас K) яскравий гігант
- Альфа Геркулеса (Рас-Альгеті): червоний (клас M) яскравий гігант
- Гамма Великого Пса (Муліфен): (клас B) яскравий гігант